# Kevin Cès
Kevin Cès (Savigny-sur-Orge, 21 de julho de 1980) ex-jogador de vôlei de praia francês, canhoto, que sagrou-se medalhista de ouro na Continental Cup de 2010 na França,

## Carreira
Estreou no Circuito Mundial de Vôlei de Praia em 1997 ao lado de Grégory Brachard quando pontuaram ao terminar no Aberto de Marseille na quinquagésima sétima posição, mesma colocação obtida ao lado de Philippe Maz no Aberto de Marseille pelo circuito mundial de 1998,  e ao lado de Sébastien Baumgartner competiu na edição do Campeonato Mundial de Vôlei de Praia de 1999 e obtiveram a quinquagésima sétima colocação na ocasião.
Ainda em 1999 competiu ao lado de Sébastien Baumgartner na edição do Campeonato Europeu de Vôlei de Praia Sub-19 realizado em Finestrat, e alcançaram a quarta posição final.Novamente fnaliza na quinquagésima sétima posição no Aberto de Marseille pelo Circuito Mundial de Vôlei de Praia de 2000, ocasião que jogou ao lado de Sébastien Huchard.
Pelo Circuito Mundial de Vôlei de Praia de 2001 voltou a competir ao lado de Sébastien Baumgartner alcançando o quinquagésimo sétimo posto nos Abertos de Tenerife, Gstaad e Lignano, mesma posição que terminaram no Grand Slam de Marseille, tendo o quadragésimo primeiro lugar no Aberto de Espinho.Na temporada seguinte jogou ao lado de Yannick Salvetti no referido circuito, terminando na quadragésima primeira posição nos Abertos de Gstaad e Mallorca, o quinquagésimo sétimo lugar no Aberto de Stavanger, além do trigésimo sétimo lugar no Grand Slam de Marseille.
Com Yannick Salvetti disputou a etapa de Retimno pelo Circuito Europeu de Vôlei de Praia de 2003 terminando na trigésima primeira posição e o vigésimo quinto lugar na etapa de Alanya.E com este parceiro disputou as etapas do Circuito Mundial de 2003, terminando na quadragésima primeira colocação no Grand Slam de Berlim e nos Abertos de Rodes e Stavanger, quinquagésimo sétimo posto no Aberto de Gstaad, no trigésimo terceiro lugar nos Abertos de Espinho e Mallorca, mos Grand Slams de Klagenfurt e Los Angeles. vigésimo quinto lugar no Grand Slam de Marseille, além do trigésimo sétimo posto obtido no Campeonato Mundial de Vôlei de Praia de 2003 no Rio de Janeiro, além do bronze na Etapa Satélite de Le Lavandou.
Novamente jogou com Yannick Salvetti pelo Circuito Europeu de Vôlei de Praia de 2004 finalizando na vigésima sétima posição na etapa de Roseto degli Abruzzi, vigésimo oitavo lugar na etapa de Timmendorfer Strand e ao lado de Fabien Dugrip conquistou o décimo sétimo lugar na etapa de Valencia.
No Circuito Mundial de Vôlei de Praia de 2004 atuou com Yannick Salvetti e conquistaram na décima sétima posição no Aberto de Salvador, as vigésimas quintas posições no Grand Slam de Marseille e nos Abertos de Cidade do Cabo e Budva, trigésima terceira posição nos Abertos de  Lianyungang, Gstaad e Mallorca, além do mesmo posto obtido no Grand Slam de Berlim, também finalizou na quadragésima primeira posição nos Abertos de Espinho e Stavanger, e alcançaram a décima terceira colocação na Etapa Satélite de Le Lavandou , disputou a Etapa Satélite de Porticcio. ao lado de Fabien Dugrip, ocasião que conquistaram o título.
E disputou o Circuito Europeu de Vôlei de Praia de 2005 ao lado de Fabien Dugrip, conquistando a trigésima terceira posição nos Abertos de Zagreb e São Petersburgo, também na edição do Campeonato Mundial de Vôlei de Praia de 2005 sediado em Berlim, alcançaram o quadragésimo primeiro lugar nos Abertos de Gstaad e Stare Jablonki, mesma posição nos Grand Slams de Stavanger e Klagenfurt, vigésimo quinto lugar no Grand Slam de Paris e nos Abertos de Salvador e Acapulco, quinta posição na Etapa Satélite de Lausana, os vice-campeonatos nas Etapas Satélites de Saint-Jean-de-Monts e Le Lavandou décimo sétimo lugar em Cidade do Cabo, mesmo posto que alcançou com Yannick Salvetti no Aberto de Montreal, conquistando com Adrian Caravano a medalha de prata na Etapa Challenger de Porto Santo.
Ao lado de Fabien Dugrip alcançou o vigésimo nono lugar na etapa de Alanya do Circuito Europeu de Vôlei de Praia de 2006 e com este parceiro disputou neste mesmo ano a temporada do Circuito Mundial , quando finalizaram na trigésima terceira posição nos Abertos de Zagreb e Roseto degli Abruzzi, quadragésimo primeiro lugar nos Grand Slams de Gstaad e Stavanger, vigésimo quinto posto no Grand Slam de Klagenfurt, décimo sétimo posto no Grand Slam de Paris e também nos Abertos de Stare Jablonki, Vitória e Acapulco, décimos terceiros lugares nos Abertos de Montreal e São Petersburgo, além da quinta posição no Aberto de Marseille.
No período esportivo de 2007 do Circuito Mundial de Vôlei de Praia passou atuar com seu irmão Andy Cès, obtendo a quadragésima primeira posição no Aberto de Zagreb e no Grand Slam de Klagenfurt, também a trigésima terceira posição nos Grand Slam de Xangai, Roseto degli Abruzzi e São Petersburgo, mesma posição obtida também no Grand Slam de Stavanger, o vigésimo quinto posto nos Aberto de Manama, Montreal, Kristiansand, Stare Jablonki e Fortaleza, mesmo feito obtido nos Grand Slams de Berlim e Paris, tendo a décima sétima posição como melhor resultado no Aberto de Marseille.
Pelo Circuito Europeu de Vôlei de Praia de 2008 (Másters da Espanha) disputou ao lado de seu irmão e alcançaram a nona posição na etapa de Gran Canaria, conquistando a medalha de prata na etapa de Lucerna, também terminou em nono lugar na etapa de Blackpool e o vigésimo quinto lugar na etapa final realizada em Hamburgo.
E com seu irmão Andy atuou no Circuito Mundial de 2008 e alcançaram os seguintes resultados: décimo sétimo posto nos Abertos de Adelaide e Praga, também no Grand Slam de Gstaad, vigésimo quinto lugar nos Abertos de Xangai, Roseto degli Abruzzi e Stare Jablonki, assim como nos Grand Slams de Paris e Stavanger, trigésimo terceiro lugar no Grand Slam de Moscou, nonas posições nos Abertos do Guraujá, Marseill e Kristiansand, sétimo posto nos Abertos de Barcelona e Sanya, quinta colocação no Aberto de Mallorca, quarto posto no Aberto de Dubai e o primeiro pódio com a medalha de prata no Aberto de Manama.
Já pelo Circuito Europeu de Vôlei de Praia (Másters da Espanha) de 2009 conquistou o quinto lugar na etapa de Grand Canaria  e o quarto lugar na etapa de Blackpool.
Ao lado de Andy Cès disputou a temporada de 2009 pelo Circuito Mundial de Vôlei de Praia, pontuando com o décimo sétimo lugares nos Abertos de Brasília e nos Grand Slams de Gstaad, Marseille e  Klagenfurt, décimo terceiro posto no Aberto de Stare Jablonki e Aland, nona posição no Aberto de Sanya e também na edição do Campeonato Mundial de Vôlei de Praia de 2009 realizado em Stavanger, além do quinto lugar no Grand Slam de Moscou e o quarto posto no Aberto de Kristiansand, juntos também conquistaram a medalha de ouro na edição da Continental Cup de 2010 realizado em Montpellier .
Com Andy competiu pelo Circuito Mundial de Vôlei de Praia de 2010 quando pontuaram na quadragésima primeiro lugar no Grand Slam de Moscou, o trigésimo terceira colocação no Grand Slam de Stavanger, o vigésimo quinto lugar nos Abertos de Brasília e  Myslowice, além do Grand Slam de Roma, décima sétima posição no Grand Slam de Gstaad, Klagenfurt e Stare Jablonki, como também nos Abertos de Kristiansand e Marseille, também conquistaram os décimos terceiros lugares nos Abertos de Xangai e Haia, tendo o quinto lugar como melhor resultado no Aberto de Aland.
Ele disputou na sequência os torneios do Circuito Mundial de Vôlei de Praia de 2011 ao lado de Andy Cès,  finalizando no quadragésimo primeiro lugar no Grand Slam de Stavanger, no trigésimo terceiro lugar no Aberto de Aland, na edição do Campeonato Mundial de Vôlei de Praia de 2011 realizado em Roma, repetindo a colocação nos Grand Slams de Pequim, Gstaad, Stare,  Jablonki e Klagenfurt, além da vigésima quinta posição no Aberto de Brasília e Grand Slam de Moscou, obtendo o décimo sétimo posto nos Abertos de Xangai, Praga e Quebec e o décimo terceiro lugar nos Abertos de Haia e Agadir.
Pela sexta temporada consecutiva ao lado de Andy Cès disputou etapas do Circuito Mundial de Vôlei de Praia de 2012 obtendo o quadragésimo primeiro lugar nos Gran Slam de Xangai, Pequim, Moscou e Roma, trigésimo terceiro posto no Grand Slam de Gstaad, décimo sétimo posto no Aberto de Praga, décima terceira posição no Aberto de Brasília e o nono lugar obtido no Aberto de Myslowice.

## Títulos e resultados
- Etapa Satélite de Porticcio do Circuito Mundial de Vôlei de Praia:2004[1]
- Etapa Challenger de Porto Santo do Circuito Mundial de Vôlei de Praia:2005[1]
- Etapa Challenger de Saint-Jean-de-Monts do Circuito Mundial de Vôlei de Praia:2005[1]
- Etapa Challenger de Le Lavandou  do Circuito Mundial de Vôlei de Praia:2005[1]
- Etapa Satélite de Le Lavandou do Circuito Mundial de Vôlei de Praia:2003[1]
- Aberto de Manama do Circuito Mundial de Vôlei de Praia:2008[1]
- Aberto de Kristiansand do Circuito Mundial de Vôlei de Praia:2009[1]
- Aberto de Dubai do Circuito Mundial de Vôlei de Praia:2008[1]
- Etapa de Lucerna do Circuito Europeu de Vôlei de Praia:2008[10]
- Etapa de Blackpool do Circuito Europeu de Vôlei de Praia:2009[14]

## Premiações individuais
[carece de fontes?]